# Gosław (Byczyna)
Gosław (deutsch Goslau) ist ein Ort der Gmina Byczyna in der Woiwodschaft Opole in Polen.

## Geographie

### Geographische Lage
Gosław liegt an der Pratwa (Proschlitzer Bach) im nordwestlichen Teil Oberschlesiens im Kreuzburger Land. Das Dorf Gosław liegt rund 10 Kilometer südöstlich vom Gemeindesitz Byczyna, rund 15 Kilometer nordöstlich der Kreisstadt Kluczbork und etwa 62 Kilometer nordöstlich der Woiwodschaftshauptstadt Oppeln.

### Nachbarorte
Nachbarorte von Gosław sind im Nordosten Roszkowice (Roschkowitz), im Norden Wojsławice (Woislawitz), im Osten Nasale (Nassadel), im Süden Pszczonki (Schonke), im Südwesten Dobiercice (Neudorf) und im Westen Paruszowice (Baumgarten).

## Geschichte

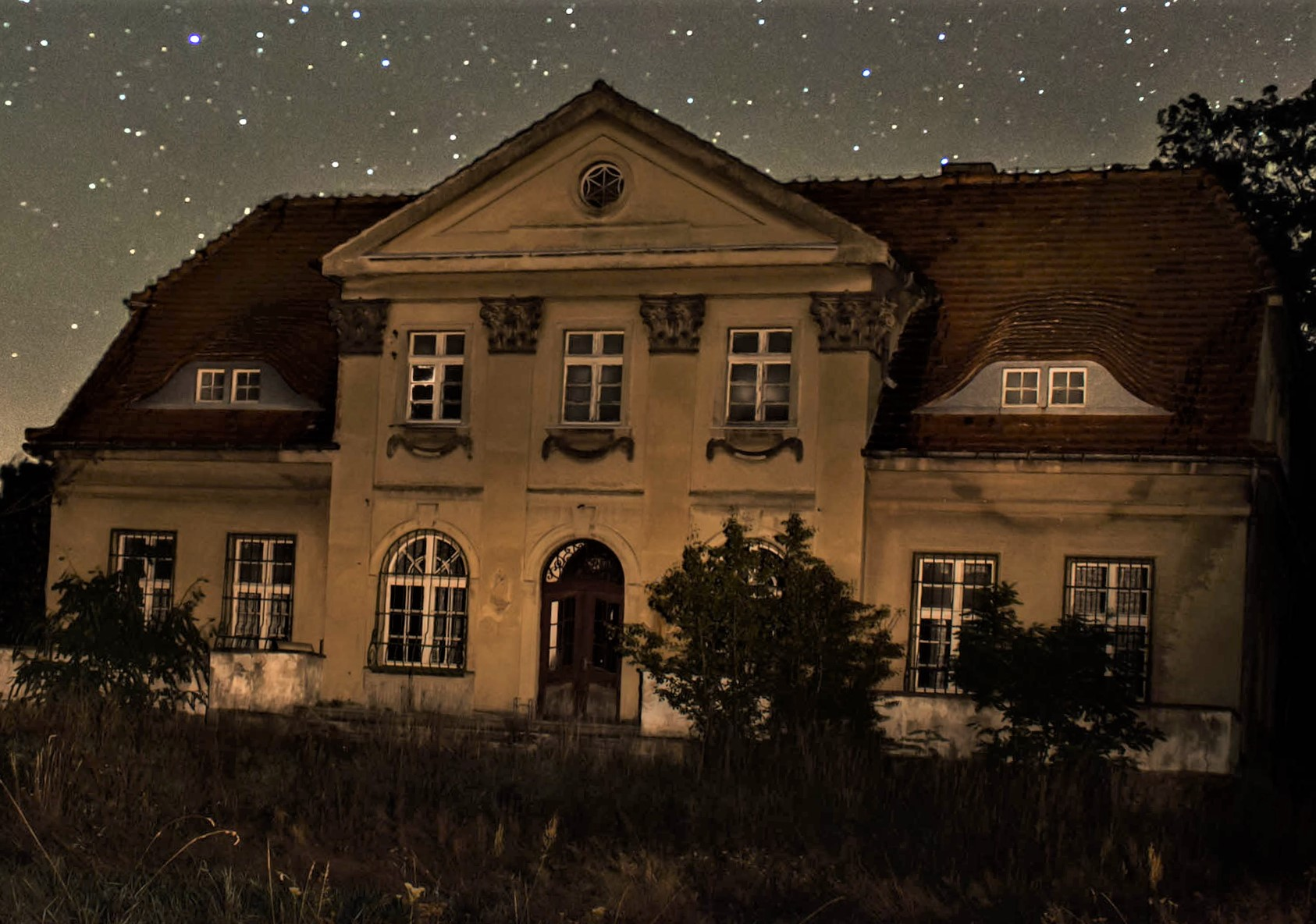
Herrenhaus Gohlau

Der Name des Dorfes leitet sich vom Namen des Gründers ab, das Dorf des Gosław.
Gosław, 1300 erwähnt, gehörte bis Ende des 17. Jahrhunderts der Familie von Frankenberg. Spätestens 1808  wurde die Familie von Garnier neuer Besitzer und blieb es bis 1945. Goslau wurde in den 1874 gegründeten Amtsbezirk Nassadel eingegliedert. 1861 lebten in Goslau 244 Menschen.
In Gosław gab es das sogenannte Alte Herrenhaus (Stary Dwór), es wurde  in den 1970er Jahren abgerissen. Um 1925 baute die Familie von Garnier das sogenannte  neue Herrenhaus (Nowy Dwór) das bis heute erhalten ist. 1933 lebten in Goslau 152, 1939 wiederum 141 Menschen. Bis 1945 gehörte das Dorf zum Landkreis Kreuzburg O.S.
Als Folge des Zweiten Weltkriegs fiel Goslau 1945 wie der größte Teil Schlesiens unter polnische Verwaltung. Nachfolgend wurde der Ort in Gosław umbenannt und der Woiwodschaft Schlesien angeschlossen. 1950 wurde es der Woiwodschaft Oppeln eingegliedert. 1999 kam der Ort zum neu gegründeten Powiat Kluczborski (Kreis Kreuzburg).

## Sehenswürdigkeiten
- Das Neue Herrenhaus Gohlau ist ein neoklassizistisches einstöckiges Backstein-Gebäude aus dem Jahr 1925 mit Keller und Wohndachgeschoss. Es ist mit einem Satteldach mit Halbgiebeln gedeckt. Die Fassade ist mit einer zweiläufigen Treppe geschmückt, die zu einem Pseudorisalit mit Tympanon führt, dem Haupteingang des Herrenhauses. An der gegenüberliegenden, ähnlich aufgebauten Fassade befindet sich eine Terrasse, die zum Garten führt. Das Gebäude ist heute Privatbesitz.[5]